# Múzy

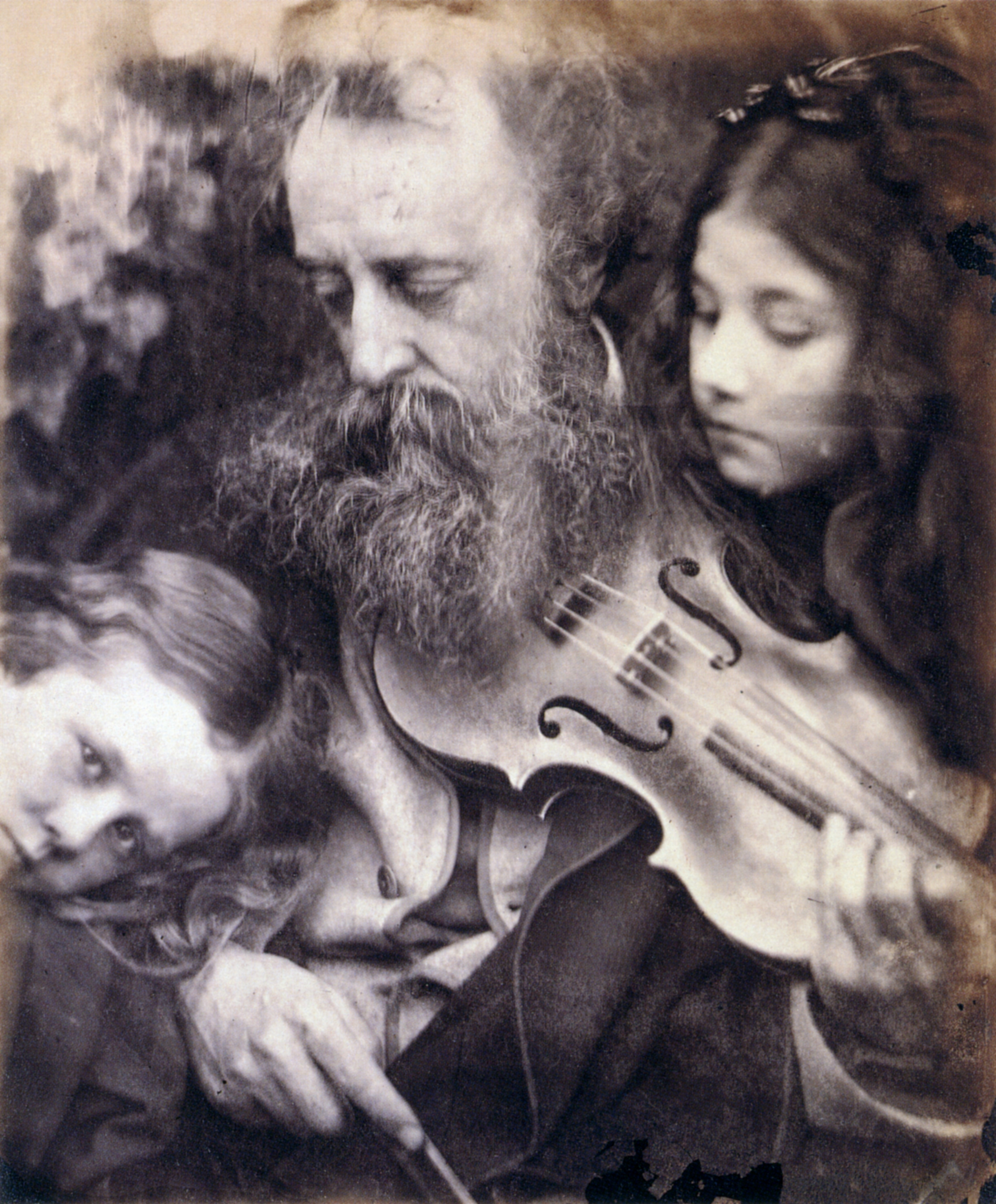
Šeptání múzy – Julia Margaret Cameronová

Múzy (řec. músai, lat. Musae) jsou v řecké mytologii dcery nejvyššího boha Dia a bohyně paměti Mnémosyné. Jsou to bohyně všech (múzických) umění, ale i bohyně a ochránkyně věštění a veštců.

## Význam
Řecké múza je odvozeno od slovesa maomai, usilovat, toužit. Pro staré Řeky nebyly umělecké výkony básníků, tanečníků a hudebníků jejich dílem, nýbrž pocházely z božské inspirace. Tu básníkovi poskytují múzy, proto se na začátku básně už od Homéra vzývá Múza.
Hésiodos asi v 7. století př. n. l. uvádí devět múz s výmluvnými jmény, teprve Pausaniás o sedm století později jim připisuje jednotlivé umělecké obory:
|    | jméno                           | umění                      | atributy                                                                       |
| -- | ------------------------------- | -------------------------- | ------------------------------------------------------------------------------ |
| 1. | Kalliopé („s krásným hlasem“)   | epické básnictví           | voskové tabulky a rydlo                                                        |
| 2. | Euterpé („obveselující“)        | hudba a lyrické básnictví  | zobrazována jako dívka s flétnou                                               |
| 3. | Erató („láskyplná“)             | milostná poezie            | zobrazována s lyrou v levé ruce a s Erótem                                     |
| 4. | Thaleia („sváteční, kvetoucí“)  | veselé básnictví a komedie | divadelní škraboška a pastýřská hůl                                            |
| 5. | Melpomené („zpívající“)         | tragédie                   | tragická maska a hlavu zdobenou břečťanem, někdy také kyj a věnec z listů révy |
| 6. | Terpsichoré („tančící v kruhu“) | tanec                      | zobrazována v taneční póze s lyrou                                             |
| 7. | Kleió („oslavující“)            | dějepisectví               | svitek papyru a rydlo                                                          |
| 8. | Úrania („nebeská“)              | astronomie                 | glóbus                                                                         |
| 9. | Polyhymnia („mnohozpěvná“)      | hymnický a sborový zpěv    | žádné symboly, zobrazována zahalená a zamyšlená                                |

Pozn. Metaforicky je za desátou múzu někdy označován film.
Pro současníka jsou dějepisectví a astronomie rozhodně víc vědy než umění, ale jinak to viděli staří Řekové, kteří naopak výtvarná umění chápali jako řemesla, protože pracovala s hmotným materiálem. Zajímavé jsou také počty Múz, někdy jich bylo uvedeno pouze sedm, jindy dokonce jenom čtyři nebo tři. Někdy se také, poněkud synekdochicky mluví jenom o Múze, jako by se jednalo o jedinou postavu. V nejstarších textech jsou uváděny tři zcela odlišné Múzy jménem Meleté – „Pečlivost“, Mnémé – „Paměť“ a Aoidé – „Zpěv“.
Hésiodos se o múzách zmiňuje ve svém díle O Původu Bohů, kde je nazývá „HELIKÓNSKÉ“ a v díle Práce a Dny, kde je zase nazývá „PIÉRSKÉ“. K Piérským se modlila také řecká básnířka Sapfó.

## Mytologie

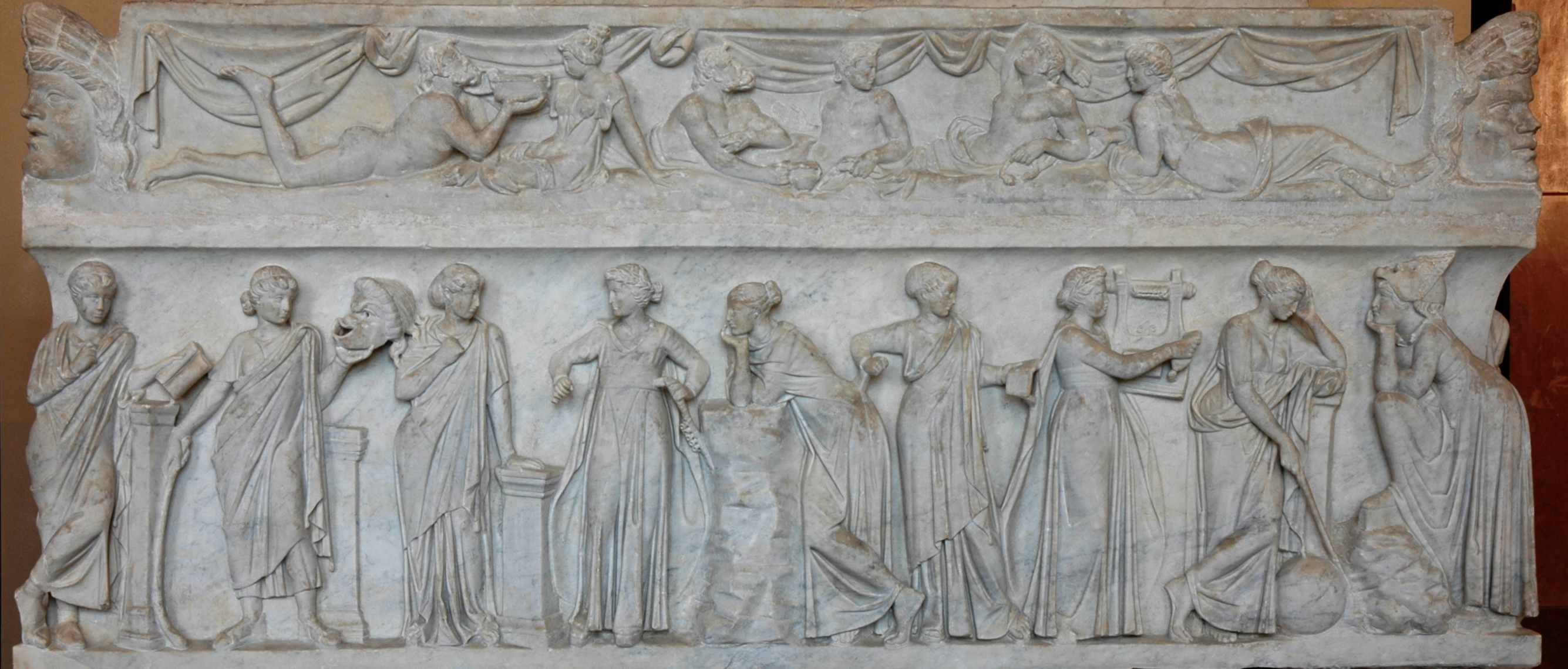
Múzy na sarkofágu (Řím, kolem 220)

Vystupují většinou ve sboru. Je jim zasvěcen vavřín, včela a cikáda, symbol věčného zpěvu. Jsou ušlechtilé a krásné jako bohyně, žijí s bohy na Olympu, ale také pobývaly u pramenů v Bojótii či na Parnasu. Je samozřejmé, že milují tanec a zpěv, který obveseluje bohy i Múzy samotné. Z bohů jim je nejbližší Apollón, ale ochraňují je všichni, s výjimkou boha války Area, který se k nim chová velice nerudně.
Působí vždy blahodárně, přináší harmonii, pomáhají novým osadníkům najít klid a domov. K lidem jsou laskavé a příjemné, zejména k básníkům, hercům, pěvcům i dramatikům; ti všichni jsou jejich oblíbenci. Propůjčují jim posvěcení básnické a umění věštecké. Ovšem jenom do té doby, kdy je někdo neurazí nebo se nad ně někdo nechce povyšovat. Taky se vypráví, že vzaly hlas, sluch i zrak pěvci Thamyrovi, který se chlubil, že je v jakési soutěži porazil. Nejvyšší bůh Zeus zase zahubil thráckého krále Pyrénea, který se chtěl Múz zmocnit.

## Odraz v umění

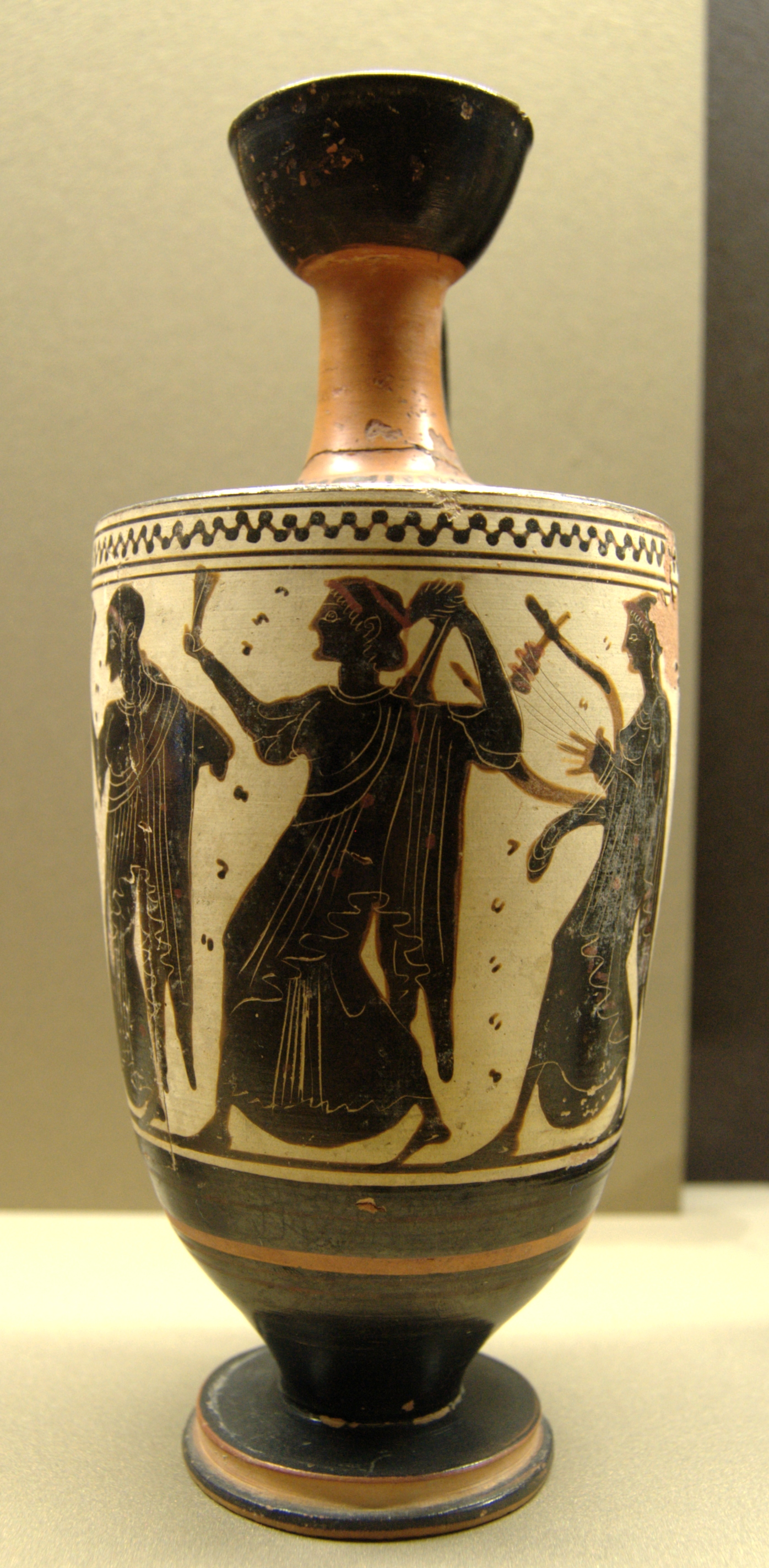
Apollón s múzami (kolem 500 př. n. l., Louvre

Byla jim zasvěcena řada chrámů, nejznámější je Múseion v Alexandrii – „Chrám Múz“, který založil roku 308 př. n. l. egyptský král Ptolemaios I. V něm byly soustředěny všechny poklady řeckého písemnictví, více než 700 tisíc svitků. Později se stal největším uměleckým a vědeckým pracovištěm celého antického světa.
Antičtí umělci Múzy obvykle nezobrazovali celé, zpravidla jenom jejich atributy. Jejich podoby jsou zachovány především na vázových malbách, reliéfech a sochách. Z nejpovedenějších lze uvést:[zdroj?]
- socha Polyhymnie v berlínských státních muzeích
- socha Melpomené v pařížském Louvru
- socha Terpsichoré v neapolském Národním muzeu
- v Síni Múz ve Vatikánském muzeu jsou sochy všech Múz

## Odvozené pojmy
Od slova múza se odvozuje jak moderní slovo „muzeum“, jako středisko věd a umění, tak označení pro hudbu v mnoha jazycích i české hovorové „muzika“.